# Can Arat
Can Arat (Istanbul, 21 gennaio 1984) è un ex calciatore turco, di ruolo difensore.

## Statistiche

### Cronologia presenze e reti in nazionale
| Cronologia completa delle presenze e delle reti in nazionale ― Turchia | Cronologia completa delle presenze e delle reti in nazionale ― Turchia | Cronologia completa delle presenze e delle reti in nazionale ― Turchia | Cronologia completa delle presenze e delle reti in nazionale ― Turchia | Cronologia completa delle presenze e delle reti in nazionale ― Turchia | Cronologia completa delle presenze e delle reti in nazionale ― Turchia | Cronologia completa delle presenze e delle reti in nazionale ― Turchia | Cronologia completa delle presenze e delle reti in nazionale ― Turchia |
| Data                                                                   | Città                                                                  | In casa                                                                | Risultato                                                              | Ospiti                                                                 | Competizione                                                           | Reti                                                                   | Note                                                                   |
| ---------------------------------------------------------------------- | ---------------------------------------------------------------------- | ---------------------------------------------------------------------- | ---------------------------------------------------------------------- | ---------------------------------------------------------------------- | ---------------------------------------------------------------------- | ---------------------------------------------------------------------- | ---------------------------------------------------------------------- |
| 12-4-2006                                                              | Baku                                                                   | Azerbaigian                                                            | 1 – 1                                                                  | Turchia                                                                | Amichevole                                                             | -                                                                      |                                                                        |
| 28-5-2006                                                              | Amburgo                                                                | Turchia                                                                | 1 – 1                                                                  | Estonia                                                                | Amichevole                                                             | -                                                                      |                                                                        |
| 31-5-2006                                                              | Offenbach am Main                                                      | Arabia Saudita                                                         | 0 – 1                                                                  | Turchia                                                                | Amichevole                                                             | -                                                                      |                                                                        |
| 2-6-2006                                                               | Arnhem                                                                 | Turchia                                                                | 3 – 2                                                                  | Angola                                                                 | Amichevole                                                             | -                                                                      |                                                                        |
| 4-6-2006                                                               | Krefeld                                                                | Turchia                                                                | 0 – 1                                                                  | Macedonia                                                              | Amichevole                                                             | -                                                                      | 67’                                                                    |
| 16-8-2006                                                              | Lussemburgo                                                            | Lussemburgo                                                            | 0 – 1                                                                  | Turchia                                                                | Amichevole                                                             | -                                                                      |                                                                        |
| 6-9-2006                                                               | Francoforte sul Meno                                                   | Turchia                                                                | 2 – 0                                                                  | Malta                                                                  | Qual. Euro 2008                                                        | -                                                                      |                                                                        |
| 7-10-2006                                                              | Budapest                                                               | Ungheria                                                               | 0 – 1                                                                  | Turchia                                                                | Qual. Euro 2008                                                        | -                                                                      | 90+3’                                                                  |
| Totale                                                                 |                                                                        | Presenze                                                               | 8                                                                      |                                                                        | Reti                                                                   | 0                                                                      |                                                                        |

## Palmarès

### Club

#### Competizioni nazionali
- Campionato turco: 1

Fenerbahçe: 2006-2007
- TFF 1. Lig: 2

Sivasspor: 2004-2005
Başakşehir: 2013-2014
- Supercoppa di Turchia: 1

Fenerbahçe: 2007